# Apollinaire Kyélem de Tambèla

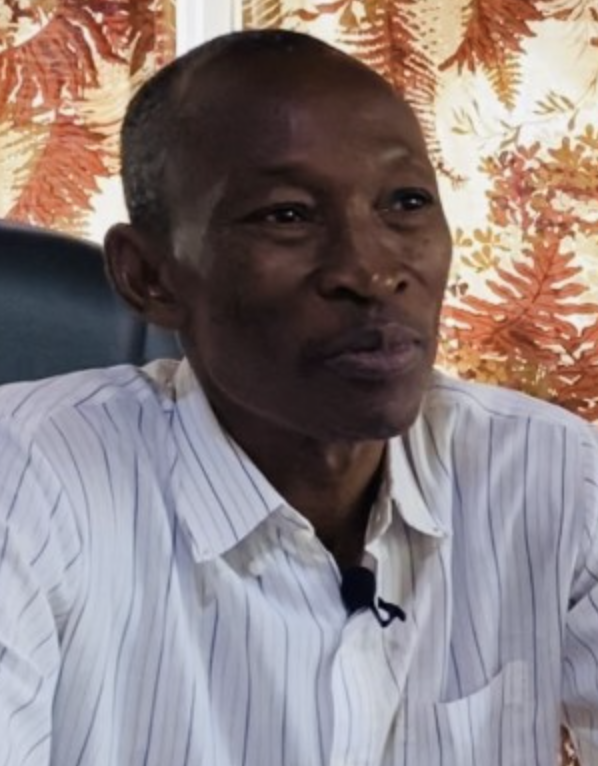
Apollinaire Kyelem de Tambèla.

Apollinaire Joachim Kyélem de Tambèla (1955, Ganzourgou, Burquina Fasso), é advogado, escritor e estadista burquinense. Foi nomeado primeiro-ministro pelo presidente da Transição, chefe de estado, Ibrahim Traoré, em 21 de outubro de 2022.
Tambèla é doutor em Direito pela Universidade de Nice (França) desde 1986, advogado e professor da Universidade de Uagadugu e da Escola Nacional de Administração e Magistratura (ENAM). Também é autor de livros sobre cultura e política de Burquina Fasso, é conhecido em todo o país da África Ocidental por ter sido apresentador da televisão privada BF1 TV, nos programas Press Échos e 7 Infos. Também foi resposánvel por programas em rádios como Rádio Liberté, Savane
FM e Horizon FM.
Foi um crítico do presidente interino Paul-Henri Damiba e denunciou seus os excessos na transição. É um revolucionário popular e sankarista, também já havia sugerido a supressão do cargo de primeiro-ministo.